# Рагби репрезентација Словачке
Рагби репрезентација Словачке је рагби јунион тим који представља Словачку у овом екипном спорту. Рагби савез Словачке је основан 2004. Словачка се такмичи у дивизији 3 купа европских нација. Словачка је први званичан тест меч одиграла 2006., против Монака. Најубедљивију победу словачки рагбисти су остварили против Азербејџана, када је било 33-18. Најтежи пораз Словачкој нанела је Турска 2013., резултат је био 55-3.